# Buco del Signore
Il Buco del Signore (Al Būs dal Sgnōr in dialetto reggiano) è un quartiere residenziale e, in piccola parte, industriale di 7 405 abitanti della periferia sudorientale di Reggio Emilia. Situato a ridosso  del canale di Secchia, a 2 km dal centro storico della città, si sviluppa lungo il tratto urbano della ex Strada statale 467 di Scandiano.

## Geografia fisica
Il quartiere si trova in una zona di media pianura a sud della via Emilia, a circa 65 m s.l.m. È attraversato da diversi rii e canali e, in passato, da un ramo orientale del torrente Crostolo da secoli scomparso. I principali corsi d'acqua sono il rio Acqua Chiara, il torrente Rodano e il canale di Secchia, realizzato verso la fine del XII secolo.
Collocato in un ambito periurbano è delimitato, a sud, da una zona di particolare interesse paesaggistico e ambientale rappresentata dai dossi di pianura e dalla fascia delle risorgive alcune delle quali ancora oggi esistenti.
Buco del Signore confina a nord con i quartieri di Rosta Nuova, Pappagnocca e Villaggio Stranieri-Bazzarola, a sud con le frazioni di Fogliano e Canali, a est con la frazione di Gavasseto e a ovest con il quartiere di San Pellegrino-chiesa.

## Storia
Il toponimo è derivato da manufatti idrici legati al canale di Secchia, in particolare da una mezza macinatoria d'acqua da attingersi da questo canale concessa nel 1466 a Sigismondo d'Este, Signore di San Martino in Rio. Da questa infrastruttura prende origine il nome del “buco del signore di S. Martino”.
In località Bazzarola Alta era presente la chiesa di san Vito, anticamente detta di “Scanzano”, già nominata nel 982 e poi unita al monastero di san Tommaso di Reggio e finita fra i beni dell'ospedale di Santa Maria Nuova. Oggi, dell'antica cappella in rovina, rimane la parte absidale che riporta ancora lo stemma dell'ospedale. Anticamente il nucleo storico, che comprendeva anche il mulino, era detto di Stagno. Il posto è citato per la prima volta, assieme alla località Stradella, in una mappa dell'XI secolo che riportava luoghi in cui la Chiesa di Reggio possedeva dei beni. Nel XV secolo figura ricompreso in un comune autonomo con Fogliano e Scanzano per poi seguire le sorti del comune di Reggio. Nelle vicinanze vi sorgeva una chiesa del monastero cittadino di san Raffaele, probabilmente abbattuta e spostata in altro luogo durante i lavori di costruzione del canale di Secchia, fra il XI e il XII secolo. Il mulino di Stagno, poi conosciuto come del Buco del Signore, figura per la prima volta in una carta del XVI secolo, ed era di proprietà del Monte di Pietà di Reggio. Era azionato dalle acque del canale di Secchia e rimase attivo sino al XX secolo. Lungo l'asse di via Settembrini, che porta a Canali e Albinea, sino a tutto il XX secolo, erano presenti numerosi poderi di proprietà dell'ospedale Santa Maria Nuova di Reggio.
Il borgo di Buco del Signore, sino al 1963, era parte integrante della villa e parrocchia di San Pellegrino allorché, a causa del forte sviluppo urbano dell'area, sino ad allora caratterizzata da coltivazioni e case sparse, fu eretta la nuova parrocchia di Sant'Anselmo di Lucca al Buco del Signore, stralciata da San Pellegrino e Canali. Da allora il quartiere crebbe vertiginosamente assumendo le sembianze di un agglomerato urbano dotato di una moltitudine di servizi pubblici e privati, verde attrezzato e una ramificata rete infrastrutturale.

## Monumenti e luoghi di interesse
Il quartiere, a carattere prevalentemente residenziale, e in minima parte terziario e artigianale, è caratterizzato da importanti edifici di valore storico e architettonico e altri segnalati come testimonianze dell'architettura moderna dall'Istituto Beni Culturali dell'Emilia-Romagna e posti sotto tutela. Di notevole importanza anche l'area paesaggistica che cinge l'agglomerato urbano nella porzione di territorio meridionale che, in passato, fu al centro di un progetto di tutela e valorizzazione del territorio di margine chiamato "Lungo ai bordi".

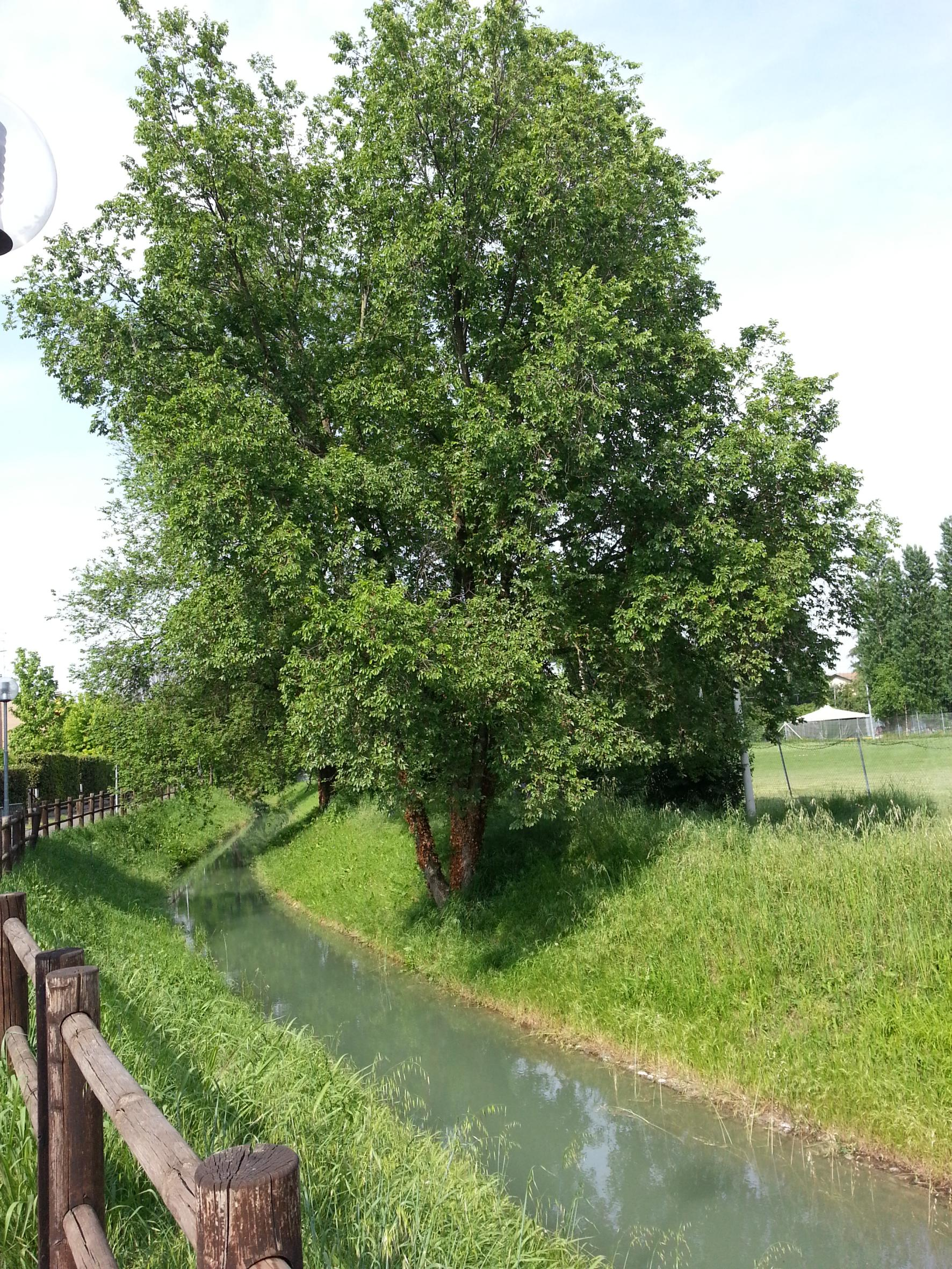
Il canale di Secchia nei pressi del Buco del Signore

### Architetture religiose
- Chiesa parrocchiale di S. Anselmo di Lucca (2000) di Gianfranco Varini e Eugenio Ansaloni di via Martiri di Cervarolo.
- Abside dell'antico oratorio (sec. X) di San Vito di Scanzano di via Padre Daniele da Torricella[5].

### Architetture civili
- La Casa col Becco (1983)[6] di Studio Arcanto sita in via Gran Sasso d'Italia
- Scuola e Convitto residenziale (1990-1993) di Sassi e Sacchetti (oggi casa di riposo Villa Primula) [7] di via Pietro Marani.
- Scuola elementare Rodari (1948 ca.) di via Settembrini.
- Casa Sassi (sec. XIX) di via Luigi Settembrini[8].
- Bazzarola Bassa, nucleo rurale antecedente al XIX secolo a corpi separati con casino padronale e oratorio sconsacrato dedicato a Sant'Antonio di Padova[9].

### Altro
In loco sono presenti alcuni assi viari che denotano segni della centuriazione romana, individuati nei piani strategici di settore: fra questi l'asse longitudinale di via del Partigiano, via Martiri di Cervarolo (in parte), via Luigi Settembrini.

### Siti archeologici
- Podere Bonini, reperti del periodo neo-eneolitico, dell'età del bronzo e romani con pozzo ad ispezione e condotta sotterranea di collegamento al rio Acqua Chiara.
- La Favorita (Villaggio Manenti), reperti di una terramara dell'età del bronzo rinvenuta da Gaetano Chierici[3].

### Aree naturali
A est dell'area urbanizzata del quartiere, nel punto in cui confluiscono il rio Acqua Chiara e il torrente Rodano, è presente un sito naturalistico di interesse comunitario.
Il quartiere è interessato dagli itinerari naturalistici dei parchi fluviali lineari che costituiscono la Cintura Verde della città di Reggio Emilia. Alberature di pregio tutelate dalla Regione Emilia-Romagna e dal Piano Territoriale di Coordinamento Provinciale sono presenti al Villaggio Manenti e in via Antonio Cugini.
Al confine con la tangenziale sud-est è stato recentemente piantumato un bosco urbano dedicato al Premio Nobel Dario Fo.

## Società
La popolazione, dal 2000 al 2015, ha avuto un incremento del 37,8% circa anche se dal 2013 si è stabilizzata, attestandosi a 7 324 unità (anno 2015). Vi è un indice di vecchiaia superiore alla media della città e un tasso di natalità in linea con essa. I componenti medi a famiglia sono 2,1. AL 2015 i cittadini non italiani erano il 7,5% (rispetto al 18% complessivo di tutto il comune) provenienti per la maggior parte da Albania, Romania, Ucraina.
In loco sono presenti gli istituti penitenziari cittadini che comprendono il carcere della Pulce e l'ex ospedale psichiatrico giudiziario, oggi sostituito dalla REMS.

## Cultura
Nel quartiere hanno sede diverse istituzioni scolastiche e parascolastiche per l’infanzia e la scuola dell’obbligo: 

### Infanzia
- Nido d'infanzia comunale Panda di via Martin Luther King.
- Nido-scuola convenzionato La Gabbianella di via Luigi Settembrini.

### Scuola primaria
- Scuola primaria Martin Luther King di via Martin Luther King.
- Scuola Steineriana c/o Ente di formazione professionale Alberto Simonini di via Claudio Merulo.

### Attività educative extrascolastiche
- Ludoteca parrocchiale di via Martiri di Cervarolo.

## Geografia antropica

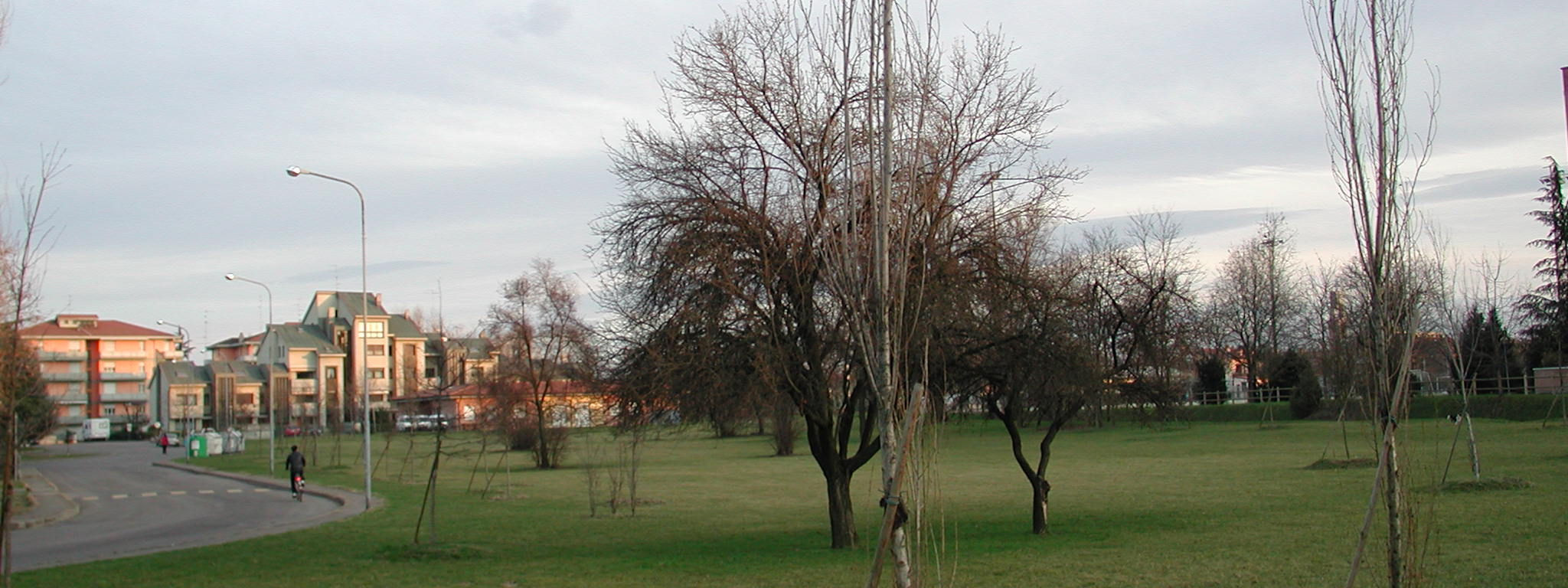
Nuove lottizzazioni e verde pubblico in via Enzo Baldoni

Lo sviluppo urbanistico del quartiere ebbe inizio negli anni Cinquanta. Il decennio successivo sorsero la zona artigianale e le aree residenziali. Negli anni Settanta nacque il quartiere di via Giovanni Manenti (Villaggio Manenti) costituito da ville con giardino e case a schiera e qualche lustro più tardi venne a crearsi l'asse commerciale e abitativo di via Ernesto Che Guevara che porterà a saturare le aree libere fra Buco del Signore e i quartieri limitrofi di San Pellegrino-chiesa e Rosta Nuova. Con il Piano Regolatore Generale del 2001 il quartiere si espande a sud dell'abitato verso il territorio agricolo e la nuova tangenziale sud-est (SP 113).
Le aree destinate all'agricoltura sono collocate a sud dell'agglomerato urbano, caratterizzate da alcuni vigneti e seminativi irrigui.

## Economia
Buco del Signore è un quartiere prevalentemente residenziale ricco di attività commerciali e direzionali, collocate lungo i principali assi di scorrimento. A ridosso della ex strada statale per Scandiano è presente una importante zona artigianale caratterizzata da piccole e medie imprese. Nella zona agricola confinante con le frazioni di Canali, Fogliano e Gavasseto sono presenti alcune aziende agricole.
La zona comprende diversi servizi alla persona, fra cui una casa di riposo comunale, un centro diurno per anziani e un centro sociale ricreativo.

## Infrastrutture e trasporti
I principali assi stradali e alcuni corsi d'acqua sono fiancheggiati da una rete diffusa di percorsi ciclabili e naturalistici. Diverse linee del trasporto pubblico urbano a media-alta frequenza collegano Buco del Signore con il centro cittadino e altri quartieri urbani, oltre che alla frazione di Fogliano. 
Le principali arterie di scorrimento sono la tangenziale sud-est (che collega Canali a San Maurizio e alla Strada statale 9 Via Emilia), l'asse attrezzato di via del Partigiano (che collega i quartieri meridionali della città con quelli settentrionali, la zona di Correggio e la tangenziale nord) e la strada per Scandiano.
Il quartiere è lambito ad est dalla ferrovia Reggio Emilia-Sassuolo: sino al 2016 era servito dalla stazione di Due Maestà, oggi soppressa.

## Sport
La zona di Buco del Signore è ricca di impianti sportivi, per lo più legati alle discipline del calcio e del tennis, nonché prevalentemente di proprietà pubblica. Le principali strutture sportive sono:
- Campo sportivo e palestra comunale Ugo Valli di via Luthuli, sede della Polisportiva Falk[12], storica società sportiva del quartiere[13].
- Circolo sportivo e ricreativo CRAL UniCredit-ex Cassa di Risparmio di Reggio Emilia, via Settembrini, che comprende piscina estiva e campi da tennis.
- Palestra dell'Ente di formazione Simonini, via Merulo.
- Bocciodromo del centro sociale Buco Magico, via Martiri di Cervarolo.
- Campi di calcio privati Amarcord, via Martiri di Cervarolo.

In loco è presente un importante scuola di ballo per le danze sportive di ambito provinciale.